# Muối quý hơn vàng
Muối quý hơn vàng (tiếng Séc: Sůl nad zlato, tiếng Slovak: Soľ nad zlato) là một câu chuyện cổ tích bằng tiếng Slovak trong bộ sưu tập của nữ văn sĩ Božena Němcová. Câu chuyện chuyển tài bài học về giá trị thiết yếu đối với cuộc sống và sức khỏe của muối, nó quan trọng hơn tất thảy vàng hay đá quý - những thứ trang sức đắt tiền - hiện hữu quanh ta.

## Nội dung
Ở vương quốc nọ, một ngày kia bỗng dưng không còn muối nữa - tất cả muối đã hóa vàng, khắp mọi nơi người ta phải dùng đường thay thế. Khi biết tin này, nhà vua rất mực hoang mang và bắt đầu tìm mọi cách cứu vãn tình thế. Để có đủ muối sử dụng lâu dài trong cung đình và dân chúng, nhà vua đã đem tất cả vàng bạc châu báu trong kho sang nước láng giềng đổi lấy muối.
Thế rồi khi muối được ban phát cho toàn dân, cả đất nước vui mừng khôn xiết vì đã thoát được đại dịch thiếu muối.

### Nhân vật
- Vua Pravoslav
- Công chúa Marie
- Hoàng tử Muối

## Chuyển thể
Câu chuyện đã được chuyển thể thành nhiều loại hình nghệ thuật khác nhau, như các tác phẩm sân khấu, phim, truyện tranh... Tuy nhiên, ấn tượng và nổi tiếng nhất là các phiên bản điện ảnh.
- Ngày xửa ngày xưa có một ông vua... (phim, 1954), theo tác phẩm của Božena Němcová.
- Muối quý hơn vàng (phim, 1982), theo tác phẩm của Pavol Dobšinský.

## Chi tiết thú vị
- Một phiên bản khác[2] của câu chuyện cũng bằng tiếng Slovak đã được viết bởi nhà văn Pavol Dobšinský.